# Xã Elkhorn, Quận Cuming, Nebraska
Xã Elkhorn (tiếng Anh: Elkhorn Township) là một xã thuộc quận Cuming, tiểu bang Nebraska, Hoa Kỳ. Năm 2010, dân số của xã này là 253 người.